# جام خون (بازی ویدئویی ۲۰۰۹)
جام خون (به انگلیسی: Blood Bowl) یک بازی ویدئویی بر اساس فوتبال آمریکایی و اقتباس شده از بازی رومیزی با همین نام است که در ۲۶ ژوئن ۲۰۰۹ منتشر شد.